# تصلیب (آچلو)
تصلیب یک تابلو نقاشی اثر پائولو آچلو است، و اکنون در موزه تیسن-بورنمیسا در مادرید قرار دارد. در مورد قدمت آن اختلاف نظر وجود دارد - برخی به دلیل ژست مریم مقدس، تاریخ خلق آن را ۱۴۳۵ می‌دانند، برخی نیز معتقدند که قدمت این نقاشی به دوره‌ای که آچلو به پادوا بازگشت و تحت تأثر دوناتلو قرار گرفت، برمی‌گردد.